# Rekilaulu
Rekilaulu (en finés "canción de trineo") es una canción folk rítmica y estrofada de Finlandia influida por tradiciones alemanas, suecas y británicas de baladas y literatura callejera. El actual término rekilaulu puede ser una corrupción de los términos alemanes Reigenlied, Reihenlied.